# 85 Puppis
85 Puppis (M Puppis) é uma estrela na direção da Puppis. Possui uma ascensão reta de 07h 18m 04.26s e uma declinação de −43° 59′ 12.4″. Sua magnitude aparente é igual a 5.86. Considerando sua distância de 621 anos-luz em relação à Terra, sua magnitude absoluta é igual a −0.54. Pertence à classe espectral B8II/III.